# 板桥镇 (陆良县)
板桥镇，是中华人民共和国云南省曲靖市陆良县下辖的一个镇。

## 行政区划
板桥镇下辖以下地区：
板桥社区、石坝村、车马堡村、马军堡村、大桥村、长湖村、洪武村、后所村、鱼塘村、马军营村、白塔村、河东堡村、河西堡村、旧州村、摆羊村、小堡子村和左里堡村。